# Nephodia transducta
Nephodia transducta är en fjärilsart som beskrevs av W. Warren 1904. Nephodia transducta ingår i släktet Nephodia och familjen mätare. Inga underarter finns listade i Catalogue of Life.